# Laëtitia Blot
Laëtitia Blot (ur. 22 kwietnia 1983) – francuska judoczka i sambistka. Startowała w Pucharze Świata w 2012, 2014 i 2016. Złota medalistka igrzysk europejskich w 2015 w drużynie. Trzecia na ME w sambo w 2020. Mistrzyni Francji w 2013, 2014 i 2016 roku.
Od 2020 roku zawodniczka  mieszanych sztuk walki (MMA).

## Lista zawodowych walk w MMA[7]
| Wynik     | Bilans | Przeciwnik (bilans przed walką) | Rozstrzygnięcie                             | Runda | Czas | Rozgrywki                       | Data       | Miejsce             | Uwagi                                                         |
| --------- | ------ | ------------------------------- | ------------------------------------------- | ----- | ---- | ------------------------------- | ---------- | ------------------- | ------------------------------------------------------------- |
| Przegrana | 4-1-1  | Ernesta Kareckaite (3-0-1)      | Decyzja (niejednogłośna)                    | 5     | 5:00 | Hexagone MMA 6                  | 22.01.2023 | Paryż               | Pojedynek o pas mistrzyni Hexagone w wadze muszej. Main Event |
| Wygrana   | 4-0-1  | Mariam Torchinava (4-0)         | Decyzja (jednogłośna)                       | 3     | 5:00 | Hexagone MMA 5                  | 15.10.2022 | Oberhausen          | Main Event                                                    |
| Wygrana   | 3-0-1  | Karla Benitez (19-15-1)         | Poddanie (dźwignia prosta na staw łokciowy) | 1     | 1:37 | Hexagone MMA 3                  | 26.02.2022 | Reims               | co-Main Event                                                 |
| Remis     | 2-0-1  | Ernesta Kareckaite (2-0)        | Remis (jednogłośny)                         | 3     | 5:00 | Hexagone MMA 2                  | 30.10.2021 | Paryż               |                                                               |
| Wygrana   | 2-0    | Marie Loiseau (3-1)             | TKO (ciosy pięściami w dosiadzie)           | 3     | 2:45 | Mixed Martial Arts Grand Prix 2 | 8.04.2021  | Issy-les-Moulineaux |                                                               |
| Wygrana   | 1-0-   | Silvia Leonora Nascimento (0-3) | TKO (ground and pound)                      | 1     | 1:29 | Mixed Martial Arts Grand Prix   | 8.10.2020  | Vitry-sur-Seine     | debiut w zawodowym MMA, co-Main Event                         |